# Яманоуті (Наґано)

36°44′41″ пн. ш. 138°24′45″ сх. д. / 36.74472° пн. ш. 138.41250° сх. д.
Яманоу́ті (яп. 山ノ内町, やまのうちまち, МФА: [jamano.ut͡ɕi mat͡ɕi̥]) — містечко в Японії, в повіті Сімо-Такай префектури Наґано. Станом на 1 квітня 2009 площа містечка становила 265,93 км². Станом на 1 липня 2011 населення містечка становило 13 432 осіб. поряд з містечком знаходиться гірськолижний курорт Шіґа Коґен.